# Hlavní nádraží (stanice metra)

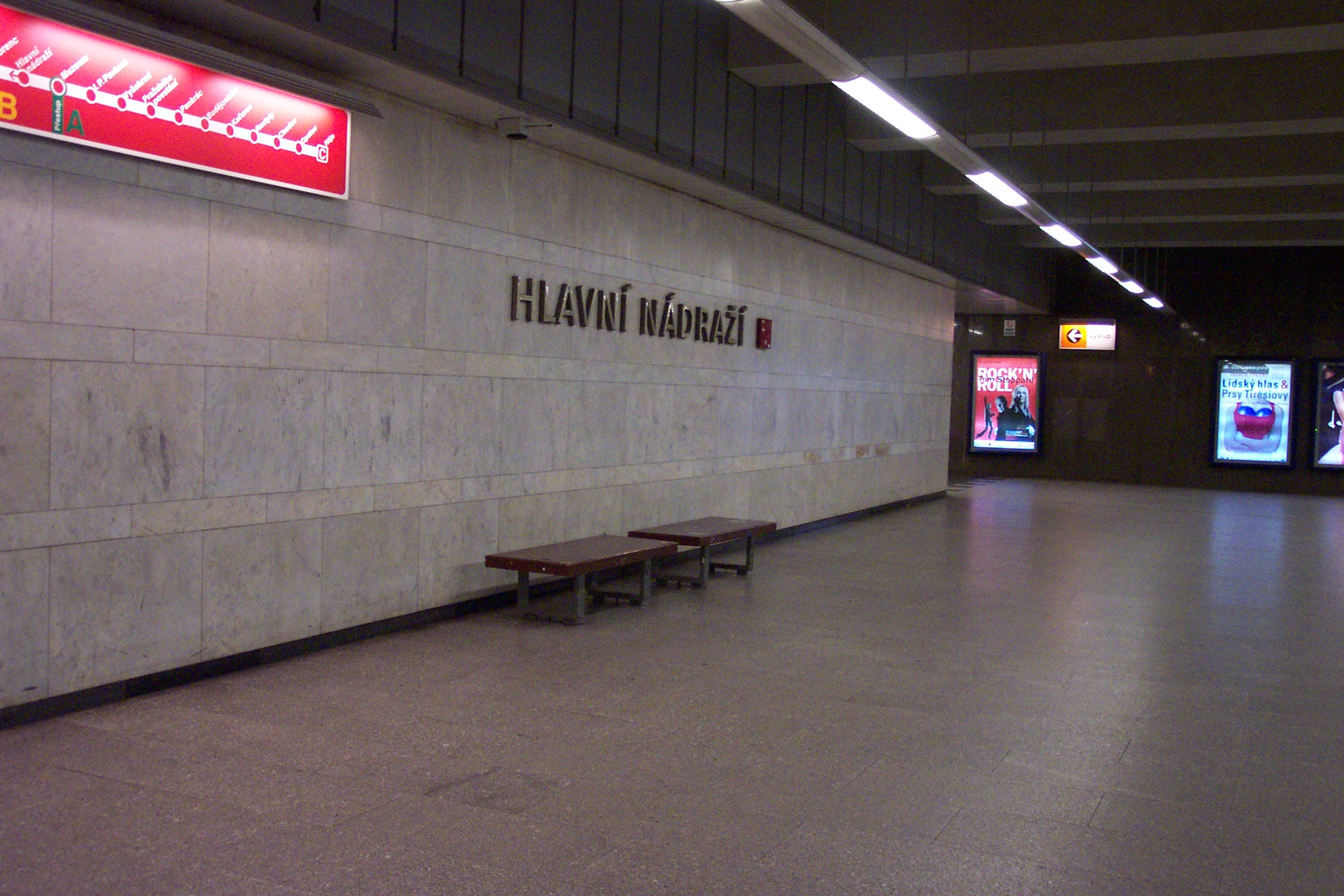
Nápis na nástupišti

Hlavní nádraží (zkratka HN) je stanice metra, rozkládající se pod největším osobním nádražím v Praze. Byla otevřena 9. května 1974. Patří k nejstarším stanicím celé sítě metra.

## Charakteristika stanice
Hlavní nádraží je hloubená stanice stavěná v otevřené jámě, nad níž byla vystavěna nová odbavovací hala Hlavního nádraží. Má boční nástupiště, mezi kolejemi jsou umístěny sloupy. Je dlouhá 222 m (včetně technologických instalací) a nachází se 9 m pod povrchem. Z každé strany nástupiště vedou do odbavovací haly dvě pevná schodiště a dva eskalátory. Na výstavbu stanice bylo vynaloženo 61 milionů Kčs, 9700 m³ betonu, 1000 m² podzemních stěn a vytěženo bylo 49 150 m³ zemin.
Stanice byla první, která se začala stavět, v roce 1972 už byla téměř hotová. Pojetí s bočními nástupišti je dáno tím, že byla stavěna jako stanice původně navržené podpovrchové tramvaje (tramvaje mají dveře jen na pravé straně), a to v úseku Pankrác – Hlavní nádraží. Koncepci bylo možno změnit u dalších rozestavěných stanic, ne však u této, která již byla téměř dokončená. Proto také je mezi stanicemi Muzeum a Hlavní nádraží částečně dvoukolejný tunel, navíc je tento mezistaniční úsek se svou délkou 425 m nejkratší v celé síti pražského metra.
K přechodu z jednoho nástupiště na druhé je nutné opustit placený prostor, takže v dobách platnosti nepřestupného tarifu bylo k nápravě omylu vhodné přejet do sousední stanice s ostrovním nástupištěm.